# Jocelyn Ahouéya
Jocelyn Ahouéya (Abomey, 19 de dezembro de 1985) é um futebolista beninense que atua como meia-defensor.

## Carreira
Jocelyn Ahouéya representou o elenco da Seleção Beninense de Futebol no Campeonato Africano das Nações de 2010.